# Petter Nome
Petter Nome (Kristiansand, 18 de julio de 1954 - 5 de junio de 2024) fue una personalidad de la televisión, periodista y trabajador organizacional noruego.

## Vida y carrera
Nome nació en Kristiansand, pero creció en Kampen y Ila. Realizó su educación secundaria en la Oslo Cathedral School, trabajó en diversos empleos en tierra y en el mar y estudió criminología en la Universidad de Oslo. En 1978, fue contratado como periodista en Arbeiderbladet. Más tarde cofundó la emisora de radio local Radio Oslo. Comenzó a trabajar para la Corporación de Radiodifusión Noruega en 1984.
Nome fue presentador de noticias en Dagsrevyen y más tarde presentó varios programas de entretenimiento de fin de semana: Zikk Zakk, Zting, Nomes Ark, Rondo, Åpent Hus, Sommeråpent, På'n igjen (con Hilde Hummelvoll), No'me Nome, Gringos y XYZ. Fue anfitrión de TV-aksjonen en 1990, del Melodi Grand Prix en 1995, de Momarkedet en 1999, del programa de cuenta regresiva del milenio en 2000, así como de tres entregas de premios Amanda. En 1993, fue galardonado con el premio del Se og Hør a la personalidad de televisión del año según los lectores. Sirvió en varias juntas, incluyendo Vålerenga IF Fotball, Oslo Domkor, Solo-fondet y el Premio Sophie.
En 2002 y 2003, fue un abierto opositor a la Guerra de Irak. A principios de enero de 2003, creó la campaña "Hello America!", en la que él y otros firmantes pidieron a las personas que enviaran correos electrónicos a los "Medios de Comunicación Americanos" y a las oficinas presidenciales y vicepresidenciales de los EE. UU., lamentando la perspectiva de una guerra en Irak. Esto llevó a visiones encontradas con la Corporación de Radiodifusión Noruega, y fue relevado del trabajo de presentador de la edición de Sommeråpent de 2003, y dejó su trabajo en NRK poco tiempo después. Fue contratado como director de comunicaciones en el Consejo Noruego para los Refugiados. Fue recontratado para trabajar en el programa de televisión matutino Frokost-TV de la Corporación de Radiodifusión Noruega a partir de 2006. El programa fue cancelado en 2008. En 2009, fue contratado como director general de la Asociación de Productores de Cerveza y Bebidas Refrescantes de Noruega.
En enero de 2009, se casó con la colega de televisión Hilde Hummelvoll. Vivían en Ånnerud en Asker.
Nome falleció de cáncer el 5 de junio de 2024, a la edad de 69 años.